# Belgische verkiezingen 1914
Op zondag 24 mei 1914 werden wetgevende verkiezingen gehouden in België.
88 van de 186 zetels in de Kamer van volksvertegenwoordigers waren te verkiezen, namelijk deze in de provincies Henegouwen, Limburg, Luik en Oost-Vlaanderen. Dit systeem van gedeeltelijke vernieuwing werd voor de laatste keer toegepast (in 1919 werd het parlement ontbonden en in 1921 werd het systeem afgeschaft).

## Uitslagen
|  | Partij                             | Stemmen   | %     | Zetels | Verschil |
|  | ---------------------------------- | --------- | ----- | ------ | -------- |
|  | Katholieken                        | 570.806   | 42,8% | 41     | –2       |
|  | Socialisten                        | 404.701   | 30,3% | 26     | +1       |
|  | Liberalen                          | 326.922   | 24,5% | 20     | +1       |
|  | Christene Volkspartij (Daensisten) | 22.619    | 1,7 % | 1      | 0        |
|  | Andere                             | 9.933     | 0,8   | 0      | 0        |
|  | Totaal                             | 1.334.581 | 100   | 88     | 88       |

De katholieken verloren twee zetels, maar behielden hun absolute meerderheid in het parlement.
Naast de herverkozen leden, werden de zes volgende leden nieuw gekozen:
- Paul Van Hoegaerden-Braconier (liberaal), te Luik gekozen in vervanging van Charles Van Marcke de Lummen (liberaal), die de vernieuwing van zijn mandaat niet gevraagd had.
- Alfred Journez (liberaal), te Luik gekozen in vervanging van Ferdinand Fléchet (liberaal), die om gezondheidsreden zijn kandidatuur niet meer gesteld had.
- Paul-Emile Janson (liberaal), te Doornik gekozen in vervanging van Albert Asou (liberaal), die niet meer wenste in de Kamer te zetelen.
- Paul Neven (liberaal), te Tongeren-Maaseik gekozen in vervanging van Auguste Van Ormelingen (katholiek).
- Clément Peten (liberaal), te Hasselt gekozen in vervanging van Albert de Menten de Horne (katholiek).
- Joseph Wauters (socialist), te Hoei-Borgworm gekozen in vervanging van Jules Giroul (liberaal).

## Verkozenen
- Kamer van volksvertegenwoordigers (samenstelling 1912-1919)

De verkiezingen vonden plaats kort voor het uitbreken van de Eerste Wereldoorlog. Het nieuw verkozen parlement kwam samen op slechts één dag, 4 augustus 1914, toen Koning Albert I de Verenigde Kamers toesprak wegens de Duitse inval in België. Het parlement kwam weer samen in november 1918.